# Adromischus schuldtianus
Adromischus schuldtianus là một loài thực vật có hoa trong họ Crassulaceae. Loài này được (Poelln.) H.E.Moore miêu tả khoa học đầu tiên năm 1976.